# Branislav
Branislav ist ein serbischer bzw. slowakischer männlicher Vorname. Eine Verkleinerungsform des Namens ist Branko.

## Varianten
- Bronislovas, litauisch

## Namensträger
- Branislav „Branjo“ Heisig (1969–1997), deutsch-slowakischer Eishockeyspieler
- Branislav Ivanović (* 1984), serbischer Fußballspieler
- Branislav Kačina (* 1970), slowakischer Skibergsteiger
- Branislav Krstić (1922–2016), serbischer Architekt
- Branislav Martinović (1937–2015), jugoslawischer Ringer und Olympiasieger
- Branislav Nušić (1864–1938), serbischer Schriftsteller
- Branislav Regec (* 1985), slowakischer Rennrodler
- Branislav Simić (* 1935), jugoslawischer Ringer
- Branislav Sloboda (* 1943), slowakisch-deutscher Forstwissenschaftler, Mathematiker und Informatiker
- Branislav Vukosavljević (1928–1985), jugoslawischer Fußballspieler